# Archaeornithoides
Archaeornithoides é um gênero de dinossauro  terópode maniraptoriforme. Ele foi encontrado no Rio Late em arenitos do Cretáceo das camadas Djadokhta, formação localizada em Bayn Dzak, Mongólia. Os restos encontrados, que consistem em um fragmento de crânio juvenil compreendem maxilas , dentários, e partes de ossos do palato, que também foram descritas por Elżanowski, e Wellnhofer em 1992 e 1993.
O nome genérico Archaeornithoides significa “em forma de um pássaro antigo”, em grego antigo. O descritor específico deinosauriscus faz alusão ao tamanho reduzido do animal para um dinossauro.

## Classificação
Elżanowski e Wellnhofer (1993) sugeriram que o Archaeornithoides era mais conhecido em relação às aves Avialae. Esta conclusão baseava o pássaro como características, uma sutura situados entre o pré-maxilar e maxilar, largas prateleiras palatal, cavidades pneumáticas, a falta de placas interdentais, e os dentes UNSERRATED. Desde a publicação, no entanto, todos esses recursos têm sido descobertos em novos fósseis de adultos ou jovens de troodontes e dromeossauros.
Alguns cientistas sugeriram que o espécime juvenil de Archaeornithoides pode pertencer a uma espécie previamente conhecida de troodontídeo mongol, ou seja Saurornithoides ou Byronosaurus. Entretanto, os estudos de um crânio de Byronosaurus juvenil mostrou que dinossauros terópodes adultos possuem muitas características distintas até mesmo como eclosões ou embriões, e que a falta de caracteres solidamente liga Archaeornithoides de espécimes adultos conhecidos mostra que é provavelmente uma espécie distinta. Bever e Norell, em 2009, não encontraram nenhuma evidência para apoiar a colocação do Archaeornithoides perto Avialae, e só fraco apoio para a ideia de que é um troodontídeo juvenil.

## Predadores
Elzanowski e Wellnhofer notaram que o modelo tem marcas de mordida distintas, sugerindo que a sua caixa craniana foi mordida por um deltatheridiido (Deltatheridium), um mamífero do tamanho de uma doninha (acrescentando que esses são comuns na assembleia Dzak Bayn). Clark e seus  colaboradores, em 2002, observaram que ela pode ter também passado pelo trato digestivo do predador antes de fossilização. Se for verdade, esta pode ser a primeira evidência conhecida dos mamíferos do Mesozoico. (veja Repenomamus).